# Quercus semiserratoides
Quercus semiserratoides är en bokväxtart som först beskrevs av Yung Chun Hsu och H.Wei Jen, och fick sitt nu gällande namn av Cheng Chiu Huang och Yong Tian Chang. Quercus semiserratoides ingår i släktet ekar, och familjen bokväxter. Inga underarter finns listade i Catalogue of Life.